# Diecezja Mao-Monte Cristi
Diecezja Mao-Monte Cristi (łac. Dioecesis Maoënsis-Montis Christi) – katolicka diecezja na Dominikanie należąca do archidiecezji Santiago de los Caballeros. Została erygowana 16 stycznia 1976 roku.

## Ordynariusze
- Jerónimo Tomás Abreu Herrera (1978 - 2006)
- Diómedes Espinal de León (2006 - )